# Cynometra marginata
Cynometra marginata är en ärtväxtart som beskrevs av George Bentham. Cynometra marginata ingår i släktet Cynometra, och familjen ärtväxter. IUCN kategoriserar arten globalt som livskraftig.

## Underarter
Arten delas in i följande underarter:
- C. m. guianensis
- C. m. laevis
- C. m. marginata